# Ares Galaxy
Ares Galaxy ist ein freier Filesharing-Client für das Ares-Netz. Er wurde in Delphi programmiert und läuft unter Windows.

## Geschichte
Das verwendete Netzwerkprotokoll ähnelt laut Aussage der Entwickler FastTrack, das unter anderem in Kazaa verwendet wird. Zu Beginn der Entwicklung im Jahr 2002 wurde noch ein Gnutella-ähnliches Protokoll verwendet; nach sechs Monaten Entwicklungszeit wurde allerdings gewechselt.
Im Januar 2006 war Ares hinter eMule das am zweithäufigsten heruntergeladene Programm bei SourceForge.
Im April 2006 zählte das Ares-Netz etwa 1,0 Millionen simultane Nutzer.

## Merkmale
- Downloads von mehreren Quellen
- Dezentrales Chatsystem
  - Verbinden per Hostname bzw. Kontakte bekannt durch Tauschen
  - IRC-ähnliches System mit Räumen, jeder Nutzer kann einen Raum im dezentralen Netz hosten
- Dateiidentifikation über eine Verteilte Hashtabelle (englisch: DHT) sowie Supernode-Architektur
- Nutzung des Netzes über ein giFT-Plugin möglich
- ab Version 1.9.0: Tausch von Dateien auch möglich, wenn sich beide Peers hinter einer Firewall befinden[2]
- ab Version 1.9.4 wird außerdem das BitTorrent-Protokoll unterstützt
- ab Version 2.0.9 ist wieder ein Webbrowser mit eingebaut

Weil Ares und Gnutella dieselbe Hashfunktion für die verteilte Hashtabelle benutzen, kann man mit giFT eine Datei in beiden Netzen parallel tauschen.
Ares eignet sich, wie auch Kazaa, vor allem zum Tausch kleinerer Dateien wie Musikstücke oder Videoclips. Dies ist u. a. auf die Fragmentierung in relativ kleine Dateistücke (Chunks) beim Austausch zurückzuführen (meist etwa 256 kB), das besonders bei Multisourcing zu erheblichen Geschwindigkeitsgewinnen führt, da von mehr Benutzern gleichzeitig geladen werden kann.